# Miguel da Silva Pereira
Miguel da Silva Pereira (São José do Barreiro, 1871 — Miguel Pereira, 23 de dezembro de 1918), foi um médico sanitarista e professor brasileiro, membro da Academia Nacional de Medicina. O distrito de Estiva, então pertencente ao município de Vassouras, foi rebatizado com o seu nome em 1955. Hoje é a cidade de Miguel Pereira.
Filho e neto de lavradores, como explica a filha e biógrafa, pois, já em 1822, Auguste de Saint-Hilaire elogiava a fazenda de seu avô Miguel Pereira. Foi criado na fazenda do Campinho, lugar de São José do Barreiro. Aprendeu a ler em casa e aos 12 anos, entrou no Rio de Janeiro no colégio Pedro II, como interno. Ali redigia um jornal de estudante, A Refrega e fazia dentro do colégio propaganda republicana. Aos 19 anos entrou para a Faculdade de Medicina na rua Santa Luzia. Abandonou as aulas em 1893, na revolta de Floriano Peixoto, quando foi lutar em Niterói e depois, quando uma epidemia de cólera grassava no vale do Paraíba. Sua tese de doutorado foi sobre Hematologia Tropical.
Começou a vida profissional como médico visitador da Associação dos Empregados no Comércio, onde ganhava 250 mil réis por mês. Ao se casar, foi morar com o sogro em enorme casa no Largo São Salvador, perto do Largo do Machado, entre Catete e Laranjeiras, e mais tarde em uma chácara na Gávea, depois na rua Bambina. Fora nomeado em 1909 Professor de Patologia Interna da cadeira de clínica médica na Faculdade de Medicina.
Deu início anos depois à maior campanha de saneamento do Brasil, dois anos de luta até que, em 1918, sob Venceslau Brás, tenha início o saneamento do país.
Foi grande propagador das qualidades do clima das atuais cidades de Miguel Pereira e Paty do Alferes e da criação nesta região de sanatórios para o tratamento de doentes de tuberculose.
É pai de Lúcia Miguel Pereira, biógrafa, crítica literária e tradutora, falecida em 1959.

## Vida acadêmica
Estudou no Colégio Pedro II e na Faculdade de Medicina do Rio de Janeiro. Doutorou-se em 1897 com a tese Hematologia tropical. A partir de 1907, passou a lecionar.

## Obras e bibliografia sobre ele
- À margem da medicina (1922, obra póstuma)
- BARBOSA, Francisco de Assis. «Retratos de Família», Livraria José Olympio Editora, Rio de Janeiro, 1954.